# Jean-Raoul Chaurand-Naurac
Jean-Raoul Chaurand-Naurac (Lyon, 1878, Paris, 1948) est un peintre, illustrateur et affichiste français. Il est connu pour ses peintures de chevaux et ses affiches pour la compagnie PLM dont l'affiche pour le Londres-Vichy Pullman.
Élève de Gustave Moreau, il fut l'un des premiers pensionnaires de La Ruche. 

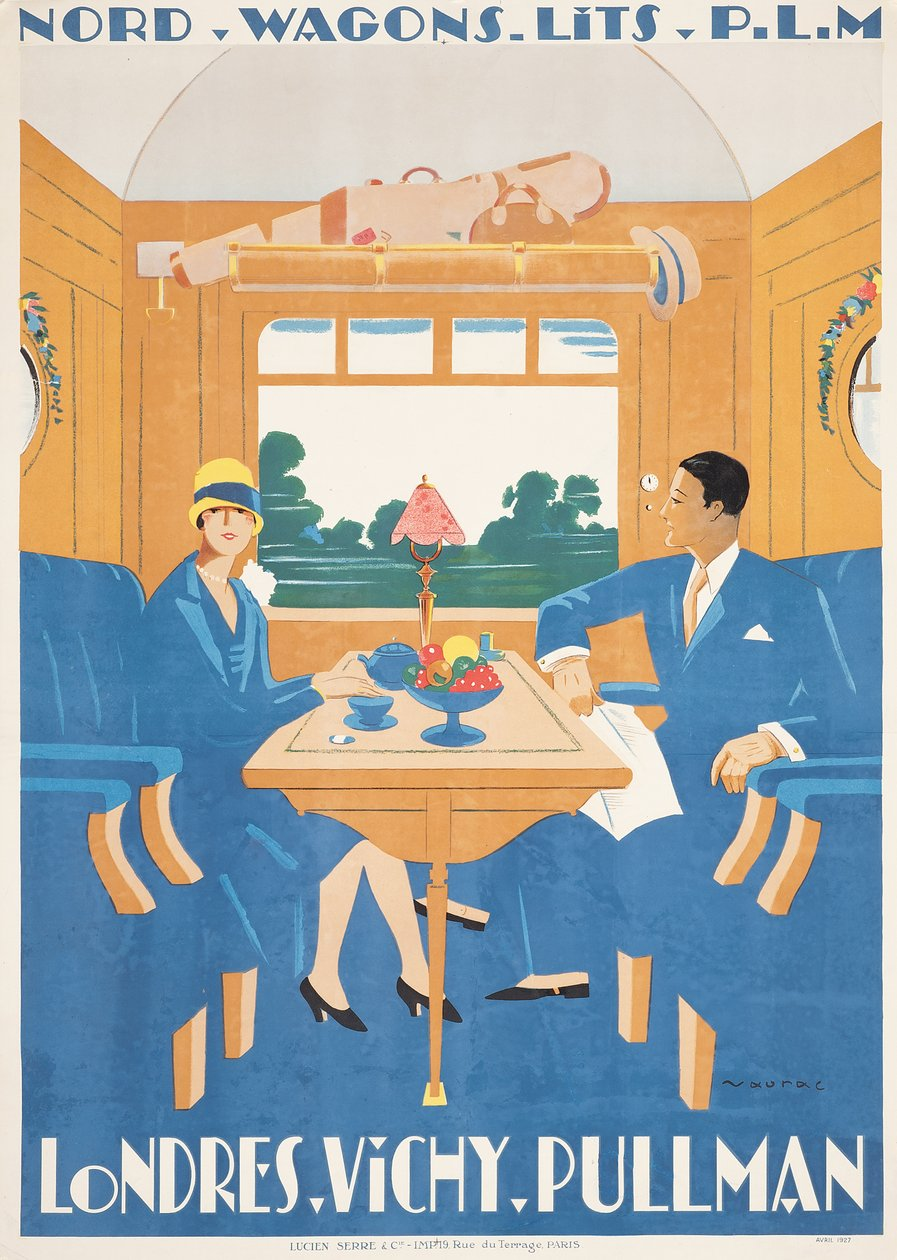
Affiche publicitaire pour le train saisonnier de luxe entre Londres et Vichy.